# District de Nishikanbara
Le district de Nishikanbara (西蒲原郡, Nishikanbara-gun) est un district de la préfecture de Niigata au Japon.
Au 1er mai 2014, sa population était de 8 307 habitants pour une superficie de 25,16 km2.

## Commune du district
- Yahiko